# Expiação (visão de influência moral)
A visão de influência moral da expiação é uma doutrina na teologia cristã, que explica o efeito da morte de Jesus Cristo como um ato de obediência exemplar que afeta as intenções daqueles que vêm a saber sobre ele. Este entendimento remonta aos primeiros Pais, e pode ser encontrado em fontes bíblicas como bem como nos ensinamentos de St. Agostinho. Seu proponente mais famoso é o lógico medieval Pedro Abelardo. Mais recentemente, o filósofo e teólogo inglês Hastings Rashdall expôs a sua visão em 1915 Bampton palestras.
A visão de influência moral pode ser contrastada com as visões objetivas que Cristo afetou a natureza humana por sua morte, as várias visões de substituição penal, e a visão clássica de que a morte de Cristo foi um resgate ou do resgate pago para libertar a espécie humana da escravidão do pecado.